# Pasquale Viespoli
Pasquale Viespoli (Benevento, 19 gennaio 1955) è un politico italiano.

## Biografia
Funzionario di banca (ex Banca sannitica, oggi Banca Popolare di Novara), fu eletto consigliere comunale di Benevento con il Movimento Sociale Italiano nel 1985 (1009 preferenze) e nel 1990 (559). Prima del passaggio ad Alleanza Nazionale, fu componente della segreteria nazionale e segretario provinciale dell'MSI, dove era vicino alle posizioni di Pino Rauti.
Ha ricoperto la carica di sindaco di Benevento per due mandati dal 7 dicembre 1993 al 23 maggio 1996 e dopo una breve pausa di commissariamento dal 3 dicembre 1996 al 5 aprile 2001.
Eletto deputato per la prima volta nel 2001 nel collegio uninominale 8 di Campania 2 nella Casa delle Libertà con 32.026 voti (46,15%) contro i 28.543 voti (41,13%) dello sfidante de L'Ulivo Aniello Cimitile. È stato componente dell'esecutivo nazionale di AN e responsabile del dipartimento socioeconomico. Dal 2001 al 2006 è stato sottosegretario di Stato del Ministero del lavoro e delle politiche sociali nel governo Berlusconi II e nel governo Berlusconi III.
Nel 2006 viene eletto senatore nella XV legislatura per Alleanza Nazionale. Il 4 maggio 2006 è stato nominato segretario alla presidenza del Senato, incarico che ha mantenuto fino al termine della legislatura.
Candidato nel collegio Campania 2 per la federazione del Popolo della Libertà, formata dall'unione di Forza Italia, Alleanza Nazionale e minori, nel 2008 viene eletto senatore per la seconda volta. Il 12 maggio 2008 è stato nominato sottosegretario di Stato per il lavoro e le politiche sociali nel governo Berlusconi IV
Nel corso del primo Congresso Nazionale del Pdl tenutosi a Roma dal 27 al 29 marzo 2009, è stato eletto componente dell'Ufficio di Presidenza del partito. Finiano, nell'agosto del 2010 aderisce al gruppo parlamentare Futuro e Libertà per l'Italia, di cui verrà eletto capogruppo a Palazzo Madama: in conseguenza di ciò, annuncia di volersi dimettere dalla carica di sottosegretario di Stato del Ministero del lavoro e delle politiche sociali
Il 29 settembre 2010 ufficializza le dimissioni da sottosegretario di Stato del Ministero del lavoro e delle politiche sociali per coerenza con la sua carica di capogruppo di Futuro e Libertà per l'Italia al Senato della Repubblica, il gruppo autonomo dei finiani. Il 22 febbraio 2011 lascia la guida di FLI a palazzo Madama.
Dal 2 marzo 2011 è presidente del gruppo parlamentare a sostegno della maggioranza di governo Coesione Nazionale.
Durante le elezioni amministrative in Italia del 2011 Viespoli decise di sostenere Carmine Nardone, ex presidente della provincia di Benevento per i DS come candidato del centro-destra alla carica di sindaco di Benevento, di cui Viespoli è stato sindaco per 8 anni, in contrapposizione al candidato di centrodestra ufficiale Raffaele Tibaldi, voluto dal coordinatore provinciale di Benevento del PdL Nunzia De Girolamo e sostenuto oltre che dal PdL anche da La Destra, PID, AdC, Forza del Sud e dal movimento dell'eurodeputato UdC Magdi Cristiano Allam Io Amo Benevento. Le divisioni nel centrodestra hanno portato alla rielezione del sindaco uscente di centrosinistra al primo turno Fausto Pepe con il 51.6%, secondo Nardone, sostenuto dall'UdC, dall'Udeur di Clemente Mastella, dal PSI e da altre liste civiche vicine a Viespoli, con il 31% mentre terzo arriva Tibaldi con un misero 14.7%.
Il 4 luglio 2012 dopo la sostituzione da parte del presidente del Senato Renato Schifani del senatore PdL Paolo Amato entra nella Commissione bicamerale di vigilanza RAI per il gruppo di Coesione Nazionale non rappresentato nella Commissione.